# Stanniolmalerei
Stanniolmalerei ist eine alte Technik zur Verzierung von Hausfassaden aus Schiefer mit Hilfe von Zinnfolie (Stanniol), die in Teilen Frankens und Thüringens verbreitet war.

## Technik
Es handelt sich nicht um eine wirkliche Maltechnik; vielmehr wurden Figuren, Ornamente, Wappen, Namen, Daten oder Sprüche mit Hilfe von Schablonen aus Zinnfolie ausgestanzt und mit Leinölfirnis auf die Schieferplatten geklebt. Nach dem Trocknen haftete die Zinnfolie fest auf dem Schiefer. Die ursprünglich hochglänzende Folie erhielt mit der Zeit eine matt-silbergraue Patina. Oft wurde der gesamte Hausgiebel mit filigranen Ranken eingefasst. Die Schieferdecker und ihre Familien fertigten diesen teils sehr repräsentativen und teuren Schmuck in Heimarbeit selbst an. 

## Verbreitung

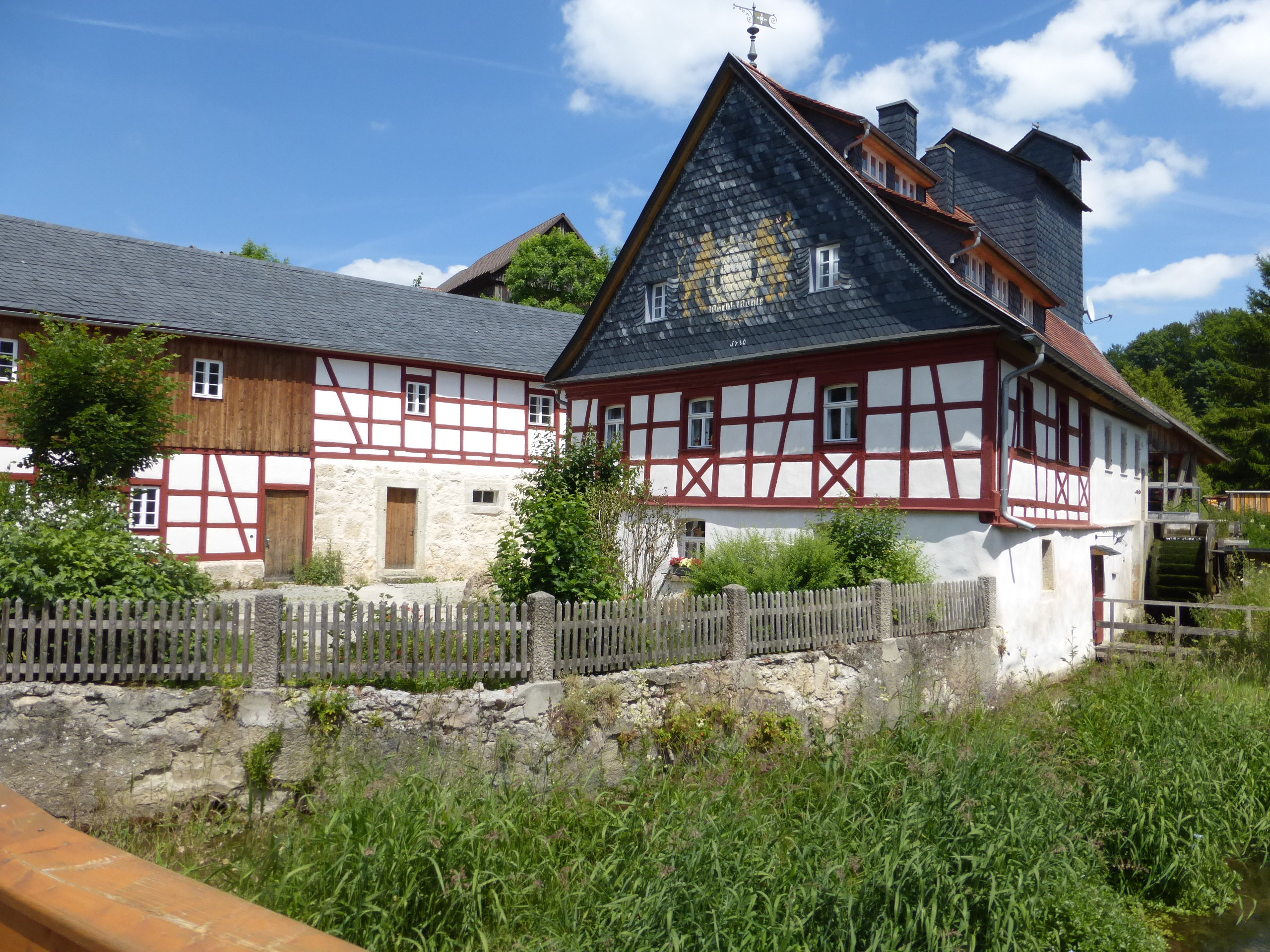
Marktmühle in Wonsees mit stanniol„gemalter“ Rankeneinfassung unter dem Ortgang, dazwischen ein aufgemaltes Wappen

Die volkstümliche Stanniol„malerei“ ist seit dem 17. Jahrhundert belegt (zuerst in Zeyern im Landkreis Kronach 1673) und war im Thüringisch-Fränkischen Schiefergebirge (im mittleren Haßlachtal – so z. B. in Neukenroth – sowie in Ludwigsstadt, Hollfeld, Coburg, Saalfeld, Sonneberg und Hildburghausen) verbreitet. Fassaden, an denen die ursprüngliche Technik restauriert wurde, sind heute sehr selten (z. B. die Marktmühle im fränkischen Wonsees). Meist wurde der verblasste Zierrat später mit weißer Ölfarbe nachgemalt. Viele heute nicht mehr vorhandene Arbeiten wurden von dem Bauhausarchitekten Alfred Arndt um 1930 fotografisch dokumentiert.

## Weblink
- Stanniolmalerei im Schiefermuseum Ludwigsstadt